# تيم ويلزي
تيم ويلزي (بالإنجليزية: Tim Welsh)‏ هو مدرب كرة سلة أمريكي، ولد في 4 أكتوبر 1960 في قرية ماسينا في الولايات المتحدة.